# Програма модернізації SCB-27
SCB-27 — програма ВМС США по модернізації авіаносців типу «Ессекс», яка проводилась протягом 1947 — 1955 років. 
Ця програма дозволила реактивним літакам базуватись на авіаносцях часів Другої світової війни.

## Передумови
На кінець 1946 року ВМС США мали у своєму складі 23 важких авіаносці типу «Ессекс». Добудова ще двох, «Ріпрайзл» та «Іводжима» була скасована, а будівництво останнього корабля серії, «Оріскані» — тимчасово призупинене. Водночас ні у кого не залишалось сумнівів, що майбутнє буде за реактивною авіацією. Проте переоснащення «Ессексів» реактивними літаками становило надзвичайно складну задачу: фактично треба було перебудувати кораблі за новим проєктом. 

## Програма модернізації

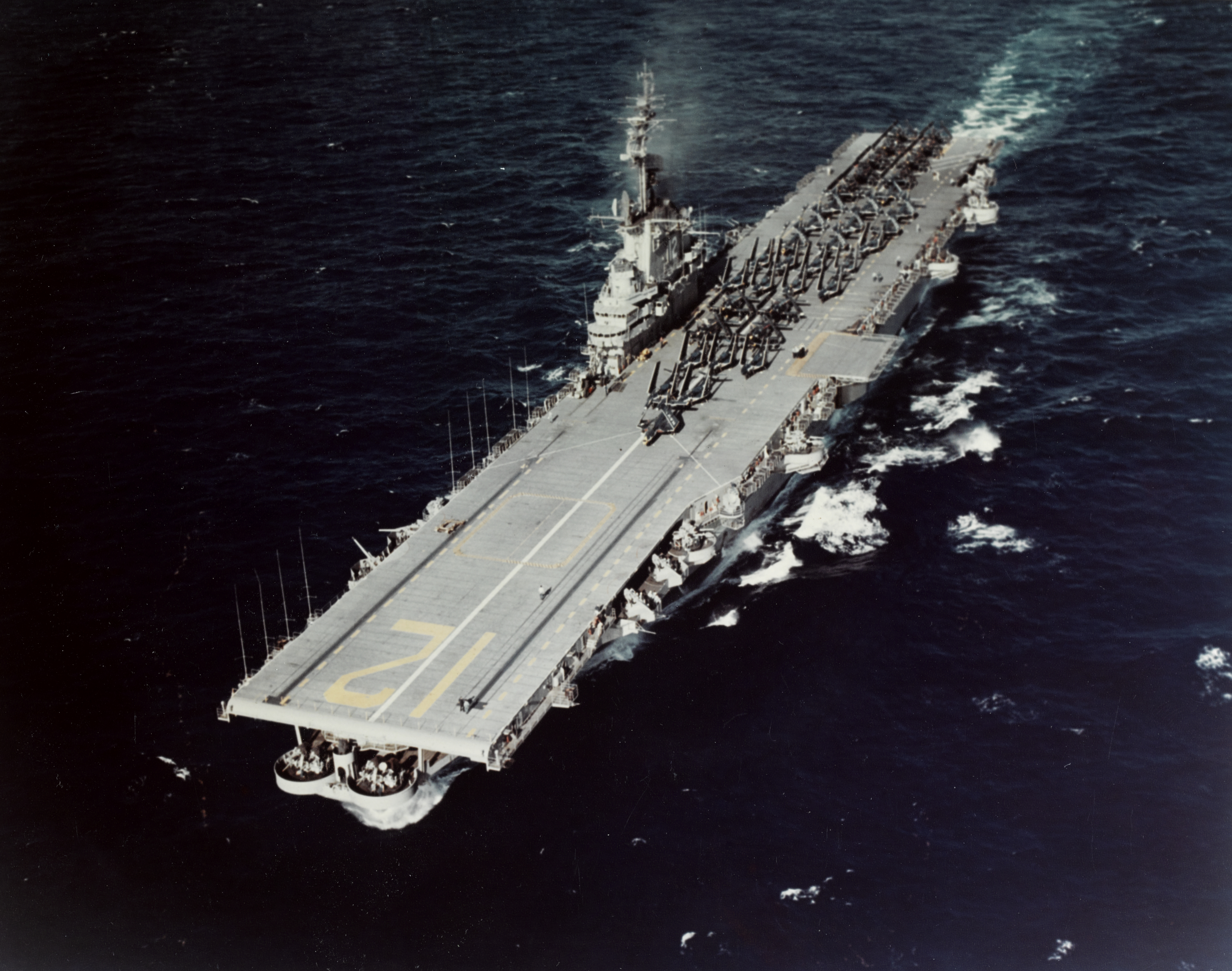
«Хорнет» після модернізації за проєктом SCB-27A

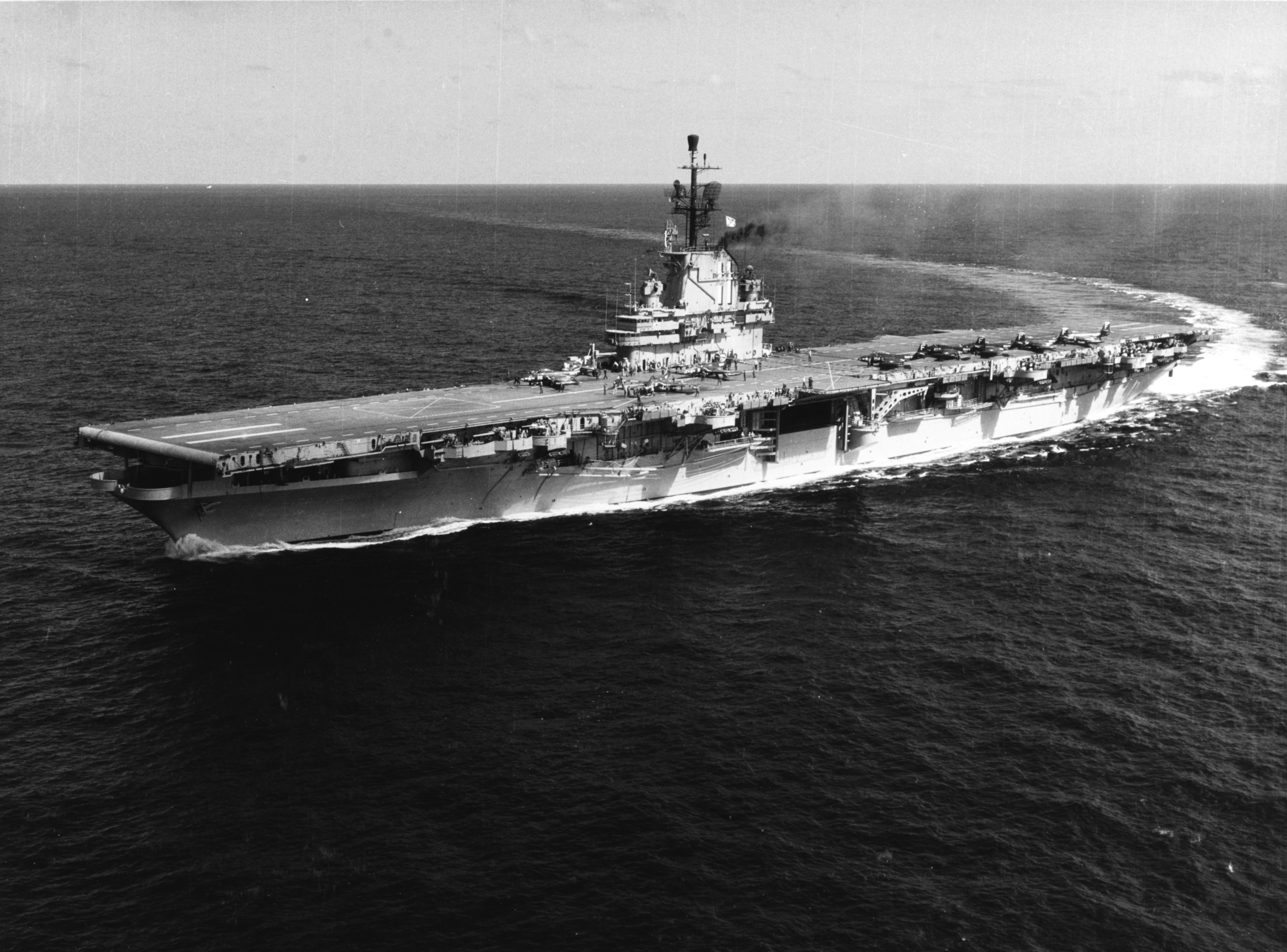
«Інтрепід» після модернізації за проєктом SCB-27C

### Корпус
У 1947 році була прийнята програма модернізації авіаносців типу «Ессекс» за проєктом SCB-27A. Вона передбачала посилення палуби (під максимальну масу літаків у 23,6 тонни), установку двох нових гідропневматичних катапульт H-8, заміну аерофінішерів Mk-4 на Mk-5. Розміри носового ліфта збільшились до 17,7 х 13,4 м, вантажопідйомність до 18 тонн, бортового — до 13 тонн. Кормовий літакопідйомник не модернізувався і тепер служив для другорядних цілей. Запас палива зріс майже у півтора раза — до 1 135 000 л. Крім того, була збільшена потужність корабельної електростанції шляхом заміни 250 кВт дизель-генераторів на 800 кВт. Проте турбогенератори залишились попередніми — по 1250 кВт.
Сильно змінився силует острівної надбудови. Тепер авіаносець отримав скошену димову трубу, передня частина якої складала одне ціле з острівною надбудовою. Салони для чергових екіпажів (англ. ready rooms) перенесли з галерейної палуби вниз, під захищену бронею ангарну палубу. А щоб льотчики по тривозі могли швидко дістатись до своїх літаків, з правого борту під островом встановили ескалатор, закритий кожухом.

### Озброєння
Змінилось також артилерійське озброєння. Баштові 127-мм гармати були демонтовані: їх вогонь становив небезпеку для літаків, які знаходились на палубі. Замість них з правого борту розмістили 4 гармати в одиночних установках на спонсонах (тобто, повернулись до схеми, яка була на довоєнних авіаносцях типу «Йорктаун»). Проте послаблення старої 127-мм артилерії вже не мало принципового значення: головну роль в ППО корабля грали найновіші 76-мм автоматичні гармати, які замінили 40-мм «Бофорси». Від численних «Ерліконів» відмовились — у боротьбі з реактивними літаками вони були абсолютно неефективними.

### Радіоелектронне озброєння
Суттєво модернізувались радіолокаційні засоби. Зокрема, встановлювалась найновіша РЛС дальнього пошуку повітряних цілей SPS-6 і трикоординатна SX. Радари Mk-12/22 на дахах командно-диспетчерських постів Mk-37 замінювались більш досконалими Mk-25. Для керування вогнем 127-мм та 76-мм гармат, крім КДП Mk-37, служили чотири нових директори Mk-56 з радарами Mk-35.  

### Булі
Всі перераховані вдосконалення збільшили водотоннажність й без того перевантаженого корабля. Тому ширину корпусу авіаносця довелось збільшити до 30,9 м шляхом встановлення булів (шириною по 1,3 м з кожного борту). При цьому броньовий пояс демонтувався. Замість нього обшивка булів в районі ватерлінії покривалась набагато тоншою 37-мм бронею. Цікаво, що булі, які доходили по висоті до рівня ангарної палуби, так щільно примикали до корпусу, що візуально були практично непомітними.

## Історія модернізації
Першим за проєктом SCB-27A добудували «Оріскані», потім переобладнали ще 8 авіаносців. Вони настільки відрізнялись від немодернізованих кораблів, що їх виділили в самостійний тип та стали іменувати кораблями типу «Оріскані».
Разом з тим, дуже швидко з'ясувалось, що потужності катапульти H-8 явно не вистачає для запуску нових важких літаків. Тому наступні 6 авіаносців типу «Ессекс» вирішили модернізувати за проєктом SCB-27C. В цілому він повторював SCB-27А, але передбачав встановлення нових катапульт, аерофінішерів Mk-7 та кормового бортового ліфта, замість розташованого в діаметральній площині. Спочатку передбачалось, що катапульти будуть пороховими, але згодом зупинились на парових катапультах C-11, створених на основі англійського прототипу. Правий боковий ліфт відтепер став найпотужнішим: він мав розміри 17,08 х 13,4 м і вантажопідйомність 25,8 тонн. Збільшення маси корабля довелось компенсувати збільшенням об'єму булів — тепер ширина корпуса в районі ватерлінії становила 31,4 м.
Роботи по модернізації «Ессексів» були у розпалі, коли з'явилась інформація про новий винахід — кутову палубу, випробувану на англійському авіаносці «Траємф». Випробування на сухопутному макеті такої палуби підтвердили, що вона суттєво підвищує безпеку посадки. Командування ВМС розпорядилось терміново обладнати кутовою палубою авіаносець «Антітем», а також переробити проєкт SCB-27C, передбачивши встановлення кутової палуби та закритого, «всепогодного» носа — за зразком затверджених креслень авіаносців типу «Форрестол».
За початковим варіантом SCB-27C встигли модернізувати 3 кораблі «Хенкок», «Інтрепід» та «Тікондерогу», але їх зразу ж відправили на верф для оснащення кутовими палубами (10,5° до діаметральної площини), які служили для посадки літаків, а також «ураганними» носами (англ. hurricane bow). Решта три — «Лексінгтон», «Бон Омм Річард» та «Шангрі-Ла» — всі ці вдосконалення отримали зразу. Зрослу масу компенсували шляхом зменшення удвічі числа 76-мм гармат.

## Модернізовані кораблі
| Авіаносець       | Програма    | Верф         | Початок робіт      | Повернення кораблів у стрій |
| «Оріскані»       | SCB-27A     | New York     | серпень 1947 року  | вересень 1950 року          |
| «Есекс»          | SCB-27A     | Puget Sound  | лютий 1949 року    | січень 1951 року            |
| «Восп»           | SCB-27A     | New York     | травень 1949 року  | вересень 1951 року          |
| «Кірсердж»       | SCB-27A     | Puget Sound  | лютий 1950 року    | лютий 1952 року             |
| «Лейк-Шемплейн»  | SCB-27A     | Norfolk      | серпень 1950 року  | вересень 1952 року          |
| «Беннінгтон»     | SCB-27A     | New York     | грудень 1950 року  | листопад 1952 року          |
| «Йорктаун»       | SCB-27A     | Puget Sound  | березень 1951 року | лютий 1953 року             |
| «Рендольф»       | SCB-27A     | Newport News | червень 1951 року  | липень 1953 року            |
| «Хорнет»         | SCB-27A     | New York     | липень 1951 року   | вересень 1953 року          |
| «Хенкок»         | SCB-27C     | Puget Sound  | грудень 1951 року  | лютий 1954 року             |
| «Інтрепід»       | SCB-27C     | Newport News | квітень 1952 року  | червень 1954 року           |
| «Тікондерога»    | SCB-27C     | New York     | квітень 1952 року  | вересень 1954 року          |
| «Шангрі-Ла»      | SCB-27C/125 | Puget Sound  | жовтень 1952 року  | січень 1955 року            |
| «Лексінгтон»     | SCB-27C/125 | Puget Sound  | вересень 1953 року | серпень 1955 року           |
| «Бон Омм Річард» | SCB-27C/125 | Mare Island  | травень 1953 року  | вересень 1955 року          |